# Војислав Маринковић
Војислав Д. Маринковић (Београд, 13. мај 1876 — Београд, 18. септембар 1935) био је српски економиста и политичар. Средином двадесетих година Маринковић и Коста Кумануди били су вође десног крила Демократској странци које је подржавало ауторитативну владавину краља Александра.

## Биографија
Рођен је у Београду 13. маја 1876, где је и умро 18. септембра 1935. године. Докторат права из области економије стекао је у Паризу. Вишеструки је министар у владама Србије (1914—1917) и Југославије, и то у ресорима народне привреде, трговине, унутрашњих дела и, најдуже, иностраних дела. Важио је за једног од најбољих финансијских стручњака Србије почетком XX века; и једног од најдаровитијих говорника на политичкој сцени Србије и Југославије. Један од оснивача Демократске странке.
Био је ожењен Аном Лозанић (1881—1973), сликарком и ћерком хемичара Симе Лозанића. Нису имали деце.
Отац Димитрије, правник, политичар, мајка Велика, рођ. Клајн. Старији брат Павле био је политичар, министар, дипломата, и један од оснивача дневног листа "Правда". Млађи брат Светислав био је војни официр.
Основну и средњу школу завршио је у Београду, а Правни факултет у Паризу. Дипломирао је 1898. и докторирао 1901. на тези О дискриминацији прихода.
Каријеру је започео у Министарству финансија, прво као порезник, а затим као секретар (1901–1906). Потом је постао директор Опште привредне банке, чији је био и оснивач. У Београдску берзу је ступио 1907, члан њеног Финансијског одбора постао је 1910, а Управног одбора 1920. Директор Берзе био је од 1924. до смрти. Био је иницијатор за оснивање Општег осигуравајућег друштва Југославија (1913)
Изабран је за народног посланика Пожаревачког округа на скупштинским изборима 1906. Од тада до 1931. стално је биран за народног посланика: до рата као представник напредњака, а касније као члан Демократске странке. Послат је у Париз 1913. као заменик министра финансија на Конференцију за финансијска питања Балканских ратова.
Био је министар народне привреде у влади Н. Пашића од 1914. до 1917. Учествовао је током 1917. у преговорима о Крфској и Женевској декларацији, као представник Напредне странке. На Међусавезничкој конференцији у Паризу 1916. заступао је Краљевину Србију. Током рата постао је председник Напредне странке (1915). Био је један од српских политичара који је сматрао да би Хрватима требало да се омогући да донесу одлуку о будућим односима са Србијом, одбацујући идеју насилне инкорпорације у нову државу. Поднео је оставку на министарску функцију због извршења смртне пресуде, изречене тројици припадника организације "Уједињење или смрт" на Солунском процесу 1917. године. Био је један од оснивача Југословенске демократске лиге 1918, а касније и Демократске заједнице 1919 (Демократске странке).
По окончању рата постављен је за министра трговине и индустрије. Министар унутрашњих дела био је од 1921. до 1922, када је поднео оставку. У влади Љ. Давидовића 1924. кратко је био министар иностраних дела. Средином двадесетих година краљеву продужену руку су међу демократима чинили Коста Кумануди и Војислав Маринковић. Краљ Александар је поверио мандат Велимиру Вукићевићу желео да образује владу радикала и демократа. Десно, конзервативно крило демократа, предвођено Маринковићем и Кумадунијем, је свој улазак у владу условило расписивањем нових избора и изузеће из владе Божидара Максимовића и других радикала који су жестоко нападали демократе на претходним изборима. И група радикала око Вукићевића и група радикала око Аце Станојевића је такође тражила нове изборе надајући се јачањем своје позиције у скупштини. После добијања обећања да ће ови услови бити испуњени, Максимовић је добио пристанак Љубе Давидовића да демократе уђу у странку. Међутим, Узуновићево и Максимовићево крило радикала је још увек било јако у скупштини и противило се изборима. Када се придружио и министар вера Милан Сршкић, краљ Александар је распустио скупштину и расписао нове изборе. Краљ Александар је поверио мандат за састав нове владе Маринковићу, фебруара 1928, у циљу формирања јаке владе демократа, радикала и Хрватске сељачке странке, али Маринковић није успео у тој мисији.
Други пут је постао министар иностраних послова 16. априла 1927. и на тој дужности остао је до повлачења с власти 3. јула 1932. Показао је више самосталности према круни од свог претходника Момчила Нинчића. Током његовог мандата донет је Закон о уређењу Министарства иностраних послова и дипломатских и консуларних заступништава Краљевине Југославије у иностранству, 25. марта 1930, којим је уведена јединствена дипломатско-конзуларна служба у оквиру југословенског Министарства иностраних послова. Као министар иностраних послова учествовао је на бројним међународним конференцијама. У званичним посетама био је у Француској 1927, Румунији и Грчкој 1930, у Пољској 1931. У Паризу је потписао југословенско-француски уговор о пријатељству и арбитражи, 1927. године. Због неоправданог покушаја Елефтериоса Венизелоса да утиче на политику југословенске владе у Македонији, био је спреман да прекине званичну посету Атини, 1930. године. Био је изабран за члана Савета Друштва народа, као представник Мале антанте. Због преговора о продужењу Римског пакта из 1924, те наставка преговора са Италијанима о регулисању билатералних односа и очувању албанске независности, поднео је Нептунске конвенције Народној скупштини на ратификацију августа 1928, а Трговински уговор из 1924. поднео је новембра 1928. године. Развијајући план за потенцијални војни конфликт са Италијом, Маринковић је настојао да ослаби међународне позиције западног суседа. Био је један од главних заговорника у југословенској влади блиске сарадње са Великом Британијом и узимања међународног зајма у Лондонском "Ситију". Успео је да знатно побољша југословенско-британске односе, посебно после формирања кабинета Ремзи Макдоналда маја 1929. који је напустио дотадашњу политику Остина Чемберлена одржавања пријатељских односа са Бенитом Мусолинијем. На кратко је прекинуо званичне дипломатске односе са Албанијом 1927 због "Ђурашковићеве афере". Настојао је да побољша односе са Мађарском и Бугарском до 1931. године. Постигао је једино видно побољшање југословенско-грчких односа.
Заступао је Југославију на састанцима Мале Антанте у Љубљани 1924, у Јоахимову и Женеви 1927, у Женеви и Букурешту 1928, у Београду 1929, у Штрбском Плесу 1930, у Букурешту, Монтреу и Београду 1931. Био је потписник Организационог пакта Мале Антанте 1930. у Штрбском Плесу. Присуствовао је на три Конференције за репарације (у Хагу 1929. и 1930, Паризу 1930, Лозани 1932).
Учествовао је и у раду Друштва народа. Као министар иностраних послова учествовао је у раду скупштина Друштва народа (1924, 1927, 1928, 1929, 1930. и 1931), као и у Политичкој комисији, за чијег је председника изабран 1928. Учествовао је и на већини заседања Савета Друштва народа, а у мају 1930. на 59. заседању изабран је за председника Савета са мандатом од три године, као полустални представник Мале антанте. Један је од иницијатора и оснивача Одбора за мир 1929. у Француској, Чехословачкој, Румунији и Југославији. Учествовао је на састанцима Бријановог комитета за Европску федералну унију 1930. и 1931, и на Конференцији за разоружање у Женеви 1932.

### Шестојануарска диктатура и ЈРСД
После одлуке краља Александра да заведе диктатуру, окончан је расцеп у Југословенској демократској странци, који је био видљив већ током 1928. године. Љубомир Давидовић је сматрао да је неопходно бранити парламентаризам без обзира на унутрашњу кризу, док је Војислав Маринковић сматрао да се страначки принципи морају подредити одбрани државног јединства. Међу краљевим присталицама није било јединствених погледа о диктатури. Војислав Маринковић залагао да се вануставни период превазиђе и апсолутизам замени доношењем устава, док је генерал Петар Живковић био за продужење диктатуре. Доношење октроисаног Септембарског устава је спроведено током боравка Војислава Маринковића у Женеви, на заседању Скупштине Друштва народа, јер се краљ Александар одлучио да одбије његове предлоге закона и идеју да се Антон Корошец врати у владу. Због тога је одуговлачио свој повратак у Југославију, а у Београду су почеле да круже гласине да ће Маринковић поднети оставку. Група радикалских (Никола Узуновић, Милан Сршкић и Божидар Максимовић) и демократских (Маринковић, Кумануди) политичара блиских двору су основали нову политичку групацију - Југословенску радикалну сељачку демократију, која је подржавала краља Александра. Петар Живковић је био приморан да се повуче због бројних демонстрација у држави, па је краљ Александар је априла 1932. поставио Маринковића на дужност председника Министарског савета. Са власти се повукао јула исте године. Краљ Александар му је поново понудио мандат за састав владе, 1933, после оставке Милана Сршкића, међутим Маринковић је поставио три услова који нису прихваћени.
Био је кратко потпредседник у влади Николе Узуновића, састављене после убиства краља Александра у Марсеју, која је поднела оставку због сукоба Узуновића и Маринковића са министром иностраних послова Богољубом Јевтићем због његовог држања у Женеви током процеса вођеног о мађарској одговорности за организовање и извршење атентата.
Одликован је лентом Легије части од стране председника Француске Републике и лентом Румунске звезде. Током званичне посете Атини изабран је за почасног доктора Атинског универзитета, те је био тек други страни државник коме је указана таква почаст.
Сахрањен је у Алеји великана на Новом гробљу у Београду.